# 恆安巴士總站
恆安巴士總站（英文：Heng On Bus Terminus）位於香港沙田區馬鞍山恆安邨內，是馬鞍山新市鎮首個巴士總站。

## 總站路線資料

### 九龍巴士85K線
- 恆安 ↔ 沙田站

### 九龍巴士89C線
- 恆安 ↔ 觀塘（翠屏道）

### 九龍巴士99線
- 安 ↔ 西貢

### 新界區專線小巴808P線
- 恆安邨 ↔ 威爾斯親王醫院

## 途徑路線資料

### 九龍巴士87P線
- 利安 → 頌安

## 過往路線
- 九龍巴士86P線（第一代，已取消）
- 九龍巴士285線（已取消）
- 九龍巴士286P線（第一代，已取消）

## 外部連結
- 房屋委員會官方網站：恆安邨 （页面存档备份，存于）
- 九巴 （页面存档备份，存于）